# エフィかる♪ミュージック
エフィかる♪ミュージックは、チバテレビで2022年2月3日から毎週木曜日の1:20 - 1:50（JST）に放送しているテレビ番組。
耳に聞こえるメロディと、耳には聞こえない周波数を一緒に感じることができる特別な音源である特殊音源の秘密に迫る番組である。

## 出演者

### レギュラー
大江翔萌美
第1回-第6回のMC
元AKB48初期メンバー/2005年12月8日秋葉原のAKB48劇場にて初期メンバーと共にデビューから16周年を迎える。
現在はレインボータウンFMにてレギュラーラジオパーソナリティーを勤める。
その他にもMC、グラビアや映画等、幅広く活動中。
穐田和恵
第7回-第13回のMC
谷内和俊（フォレスト出版）
元BVLGARI銀座タワー本店のドアマン・コンシェルジュ。
特殊音源に魅せられ2016年にフォレスト出版に入社。
ヒーリング音楽を能力開発プログラムへと進化させ数々のヒットを飛ばし、特殊音源プロデューサー・アーティストとして活動中。